# Hirakawa

Mapa com localização de Hirakawa

Hirakawa (平川市; -shi) é uma cidade da província de Aomori na região de Tohoku do Japão.
Em 2005 a população estimada da cidade era de 35 338 habitantes e a densidade populacional de 102 pessoas por km². A área total é de 345,81 km².
Recebeu o estatuto de cidade em 1 de Janeiro de 2006. A cidade foi fundada como resultado da fusão das vilas de Hiraka e Onoe e da aldeia de Ikarigaseki pertencentes ao distrito de Minamitsugaru.